# Arturdaktyl
Arturdaktyl (Arthurdactylus conandoylei) – morski pterozaur z rodziny ornitocheirów (Ornithocheiridae)
Żył w okresie wczesnej kredy (ok. 116 mln lat temu) na terenach Ameryki Południowej. Długość ciała ok. 1 m, rozpiętość skrzydeł ok. 4,6 m, masa ok. 10 kg. Jego szczątki znaleziono w Brazylii.
Opisany na podstawie prawie kompletnego szkieletu. Był jednym z największych pterodaktyli. Nazwa została nadana na cześć Arthura Conana Doyle’a.